# Pousko
Pouskë en albanais et Pousko en serbe latin (en serbe cyrillique : Поуско) est une localité du Kosovo située dans la commune/municipalité de Prizren et dans le district de Prizren/Prizren. Selon le recensement kosovar de 2011, elle compte 684 habitants, tous bosniaques.

## Démographie

### Évolution historique de la population dans la localité
| 1948 | 1953 | 1961 | 1971 | 1981 | 1991 | 2011 |
| ---- | ---- | ---- | ---- | ---- | ---- | ---- |
| 341  | 383  | 423  | 529  | 426  | 549  | 684  |

|  |